# Paul von Detmering

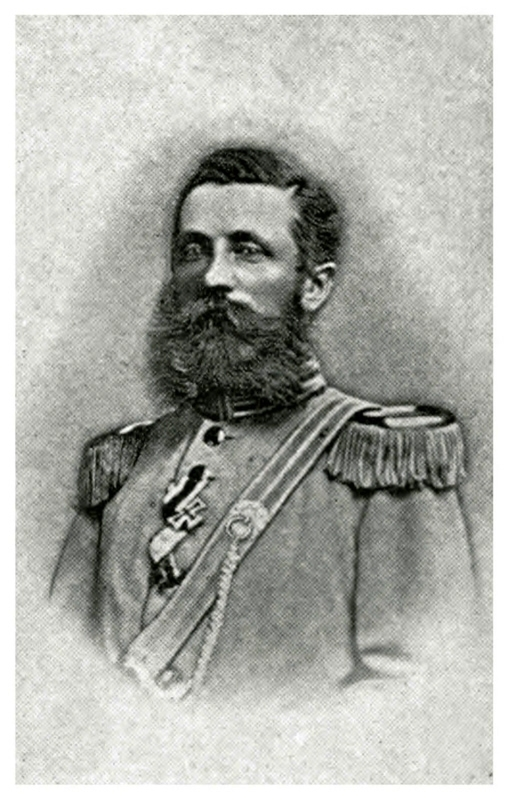
Paul Detmering als Major, vor 1896

Paul Friedrich Alexander Detmering, seit 1896 von Detmering, (* 23. Januar 1831 in Ludwigslust; † 6. Dezember 1918 in Schwerin) war ein preußischer Generalleutnant.

## Leben

### Herkunft
Paul war der Sohn des mecklenburg-schwerinschen Stallmeisters Heinrich Philipp Ludwig Detmering (1803–1851) und dessen Ehefrau Friederike Karoline Luise Adolfine, geborene Eggers (1812–1886).

### Militärkarriere
Detmering besuchte das Gymnasium in Schwerin und trat am 11. April 1849 als Dragoner in das Mecklenburgische Dragonerregiment ein. Im gleichen Jahr beteiligte er sich mit dem Regiment während der Niederschlagung der Badischen Revolution an den Gefechten bei Käfertal, Großsachsen und an der Oos. Nachdem Detmering am 9. September 1849 zum Sekondeleutnant befördert worden war, wurde er vom 11. Oktober 1855 bis 30. September 1857 zur Reitschule in Hannover kommandiert. Dort zwischenzeitlich zum Premierleutnant befördert, fungierte Detmering vom 1. Juli bis 30. September 1858 als Führer der 3. Eskadron während der Zusammenziehung des X. Bundeskorps bei Nordstemmen. Nach Dienst in seinem Regiment beauftragte man ihn am 1. April 1862 erneut mit der Führung dieser Eskadron und verlieh Detmering am 21. April 1862 den Charakter als Rittmeister. Das Patent zu diesem Dienstgrad erhielt er am 25. November 1862. Für die Dauer des mobilen Verhältnisses anlässlich des Deutschen Krieges war Detmering 1866 Führer der Ersatz-Eskadron seines Regiments, ohne jedoch damit an Kampfhandlungen teilzunehmen. Mit seiner Beförderung zum Major wurde er am 22. September 1867 als etatsmäßiger Stabsoffizier in das Großherzoglich Mecklenburgische Dragoner-Regiment Nr. 18 versetzt.
In dieser Stellung folgte am 10. Oktober 1868 die Übernahme Detmerings in den Verbund der Preußischen Armee. Sein Patent wurde dabei auf den 10. Juni 1868 datiert. Zu Beginn des Krieges gegen Frankreich war er mit seinem Regiment 1870 zunächst zur Küstensicherung eingesetzt, bevor der Verband Ende August 1870 in Richtung Frankreich in Marsch gesetzt wurde. Dort nahm Detmering im Verband der 17. Division an den Belagerungen von Toul, Metz und Paris teil. Nach der Einnahme von Chartres wurde er im Dezember 1870 durch Generalmajor von Tresckow kurzzeitig als Kommandant der Stadt eingesetzt. Nach der Erkrankung des Regimentskommandeurs Oberstleutnant Ernst von Rathenow wurde Detmering am 7. Januar 1871 in Vertretung mit der Führung des Regiments beauftragt. In dieser Eigenschaft führte er das Regiment in der Schlacht bei Le Mans. Während des Krieges hatte er für seine Leistungen das Eiserne Kreuz sowie das Mecklenburgische Militärverdienstkreuz II. Klasse erhalten.
Nach dem Friedensschluss beauftragte man Major Arthur von Wolffersdorff am 26. September 1871 mit der Führung des Regiments und Detmering kehrte in seine bisherige Stellung als etatsmäßiger Stabsoffizier zurück. In gleicher Eigenschaft wurde er am 20. Juni 1872 in das Westpreußische Ulanen-Regiment Nr. 1 nach Militsch versetzt und am 2. September 1873 zum Oberstleutnant befördert. Unter Stellung à la suite beauftragte man ihn am 17. Dezember 1873 mit der Führung des 2. Leib-Husaren-Regiments Nr. 2 in Posen. Am 17. Februar 1874 wurde Detmering Kommandeur des Regiments sowie am 22. März 1876 Oberst. Als solchen beauftragte man ihn unter Stellung à la suite am 14. März 1882 mit der Führung der 16. Kavallerie-Brigade in Trier. Am 22. März 1852 erhielt Detmering die Ernennung zum Kommandeur dieses Großverbandes sowie am 13. September 1882 die Beförderung zum Generalmajor. In dieser Eigenschaft wurde er am 23. September 1884 mit dem Roten Adlerorden II. Klasse mit Eichenlaub ausgezeichnet. Unter Verleihung des Charakters als Generalleutnant wurde Detmering am 12. Juni 1886 in Genehmigung seines Abschiedsgesuches mit der gesetzlichen Pension zur Disposition gestellt. In nachmaliger Würdigung seiner langjährigen Verdienste erhielt Detmering am 21. Oktober 1894 das Großkreuz des Greifenordens. Außerdem wurde er am 18. Januar 1896 in den erblichen Adelsstand erhoben.

### Familie
Detmering hatte sich am 24. Juli 1863 in Schwerin mit Frieda Minna Johanna Bühring (1836–1922) verheiratet. Aus der Ehe gingen mehrere Kinder hervor, darunter die Söhne Paul Karl Alfred und Victor Wilhelm Johann.